# Warta Posen

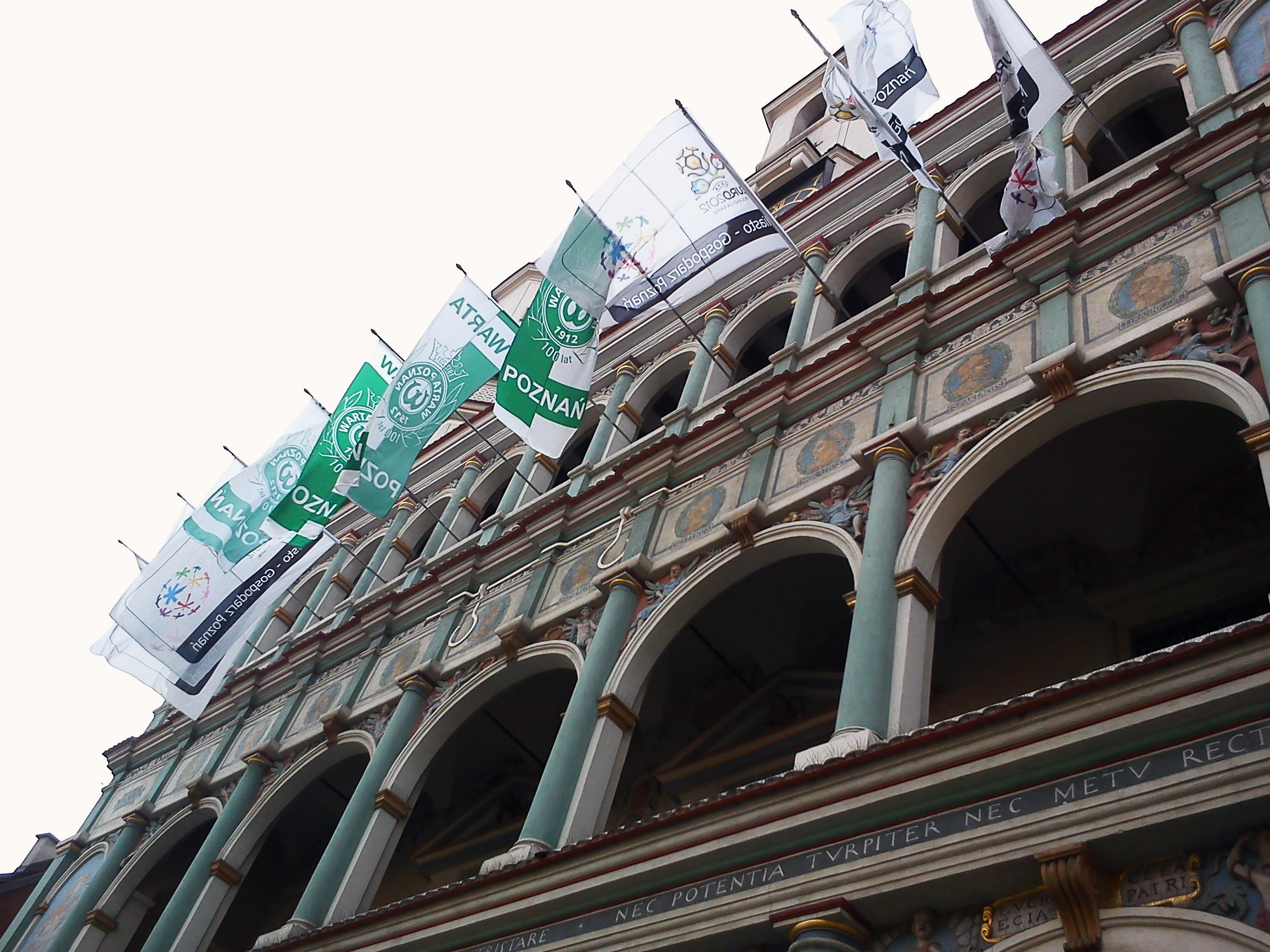
Das Posener Rathaus in den Farben grūn-weiß zum 100. Jubiläum von Warta im Jahr 2012

Warta Poznań, im deutschen Sprachraum allgemein bekannt als Warta Posen, ist ein Sportklub aus der polnischen Stadt Posen (polnisch Poznań), dessen Fußball-Abteilung zweimal Landesmeister wurde: 1929 und 1947. Die Fußballmannschaft spielt in der zweithöchsten polnischen Liga, der 1. Liga.
Warta spielte in der Ekstraklasa (der höchsten polnischen Fußballliga) in den Jahren 1927-1939, 1946-1950, 1993–1995 und 2020-2024. Danach stieg der Verein zwei Mal in Folge ab.
Neben Fußball, feierte Warta viele Erfolge in anderen Sportarten wie Boxen (Warta Mannschaft war elfmal polnischer Meister in den Jahren 1927-1939), Feldhockey (zwölfmal polnischer Meister zwischen 1963 und 1980) und Tennis (Wiesław Gąsiorek von Warta war polnischer Herren-Einzel Meister zwölfmal zwischen 1959 und 1970). Insgesamt gewannen Warta Mannschaften, Sportlerinnen und Sportler fast 800 Medaillen in polnischen Meisterschaftswettbewerben in verschiedenen Sportarten.

## Geschichte

### Vereinsgründung (1912–1918)
Der Verein wurde im Jahr 1912, als Posen noch zu Deutschland gehörte, unter seinem heutigen Namen gegründet und ist somit zehn Jahre älter als der in den vergangenen Jahrzehnten sportlich erfolgreichere Lokalrivale Lech Posen.
Die Gründungsmitglieder waren junge Polen, die zuvor in deutschen Vereinen spielten: Marian Bey, Stefan Malinowski, Stefan Mórkowski, Ludwik Zysnarski sowie die Brüder Edmund und Franciszek Szyc (der letztere wurde erster Vereinsvorsitzender). Neben Fußball, wurde Leichtathletik (seit 1912) und Tennis (seit 1914) betrieben.
Der Clubname hat mehrere Bedeutungen: Er bezieht sich einerseits auf die Warthe (polnisch: Warta), an der Posen liegt, andererseits bedeutet er auf Deutsch „Wache“. Gemeint war damit nach dem Selbstverständnis der Vereinsgründer die Sorge um das Polentum.
Als Teil der Germanisierung Polens, waren Fußballspiele mit polnischen Mannschaften verboten. Deswegen organisierten drei polnische Vereine – Warta Poznań, Posnania und Ostrovia Ostrów Wielkopolski – die erste Großpolen Meisterschaft in 1913. Warta wurde erster Meister. Die Meisterschaft trug zur Popularisierung des Fußballs in Posen bei.
Während des Ersten Weltkriegs, trug Warta regelmäßig Partien gegen andere polnische und deutsche Vereine aus. 1916 gewann Warta gegen den bis dahin erfolgreichsten Verein der Stadt – DSV Posen – mit 4:0.
Aber einen großen Aufschwung nahm Warta erst seit 1917 wenn Franciszek Rotnicki zum neuen Vereinsvorsitzenden gewählt wurde.

### Zwischenkriegszeit (1918–1939)

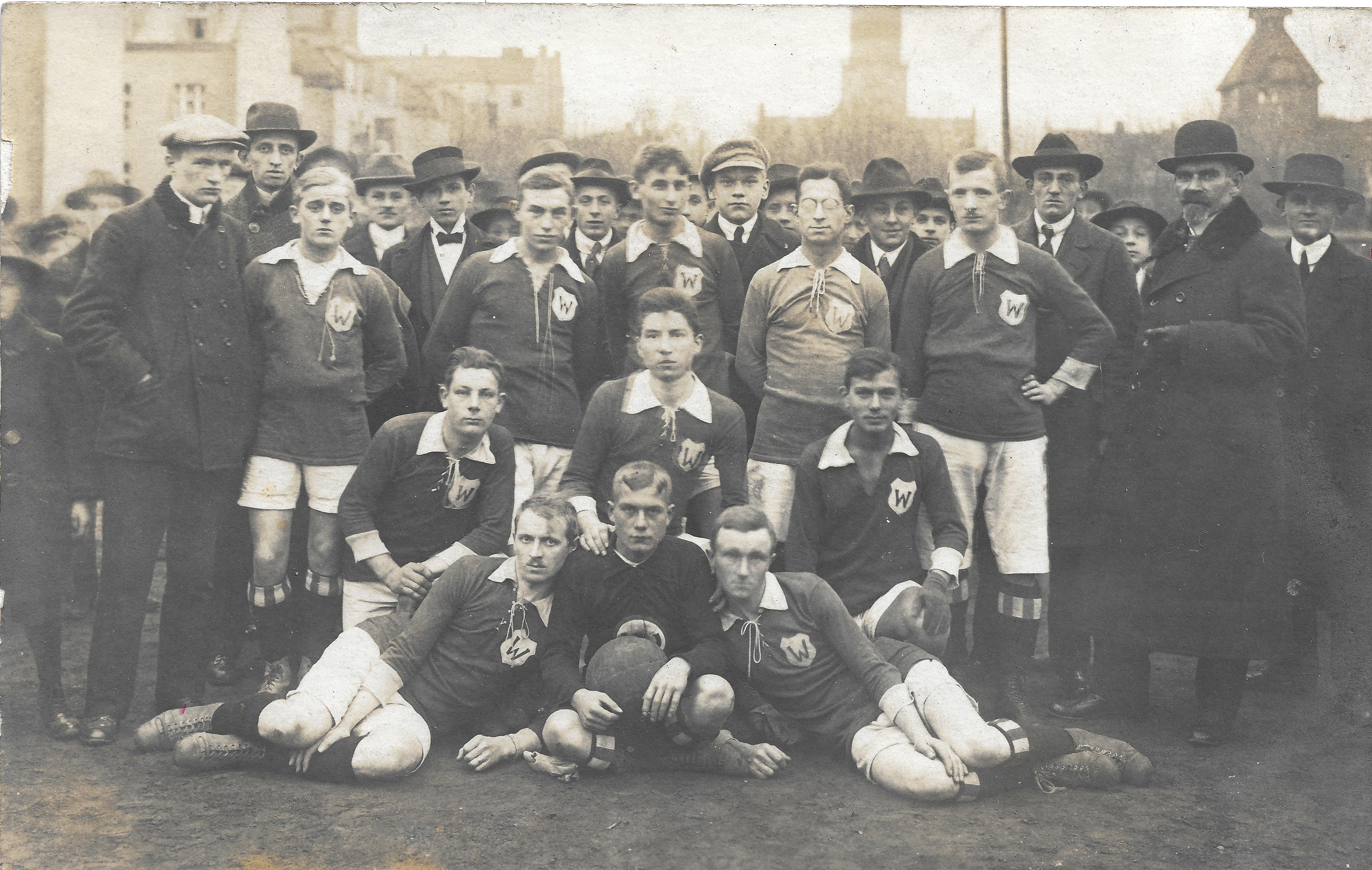
Warta Fußball-Mannschaft in 1920, Edmund Szyc (Fußballspieler mit Brille), Vorsitzender Franciszek Rotnicki stehend (zweiter von rechts)

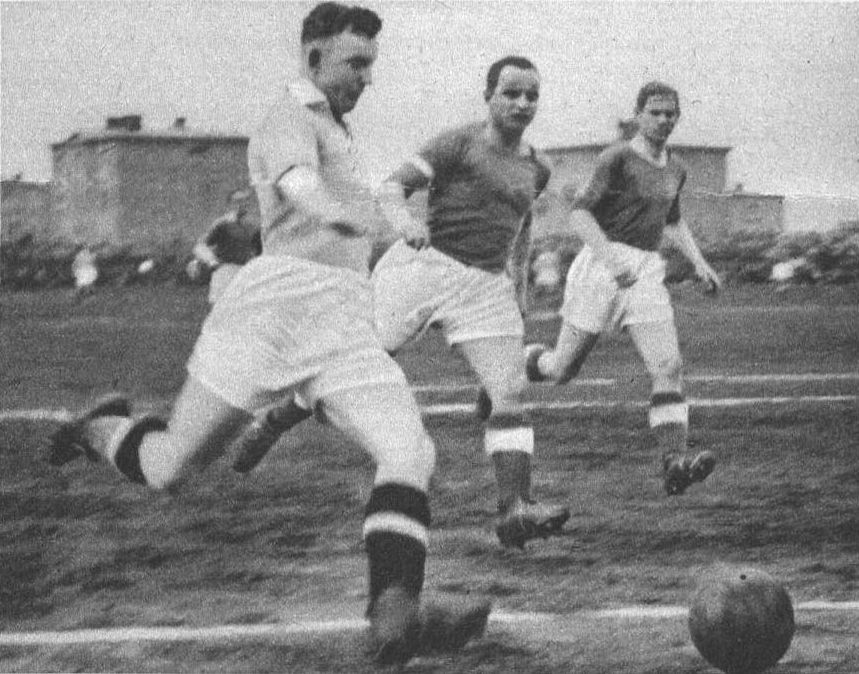
Partie gegen Ruch Hajduki Wielkie in 1937, Ernst Willimowski am Ball, Kajetan Kryszkiewicz und Edmund Twórz von Warta verteidigen

1919 wurde die erste Großpolen Nachkriegsmeisterschaft gehalten. Vier Mannschaften aus Posen – Unia, Warta, Posnania und Pogoń – sowie Ostrovia aus Ostrów Wielkopolski nahmen teil und Warta wurde als Meister gekrönt. Der Club war auch Regionalmeister in 1921, 1922, 1923 und 1926 (in 1920 und 1924–1925 wurde die Meisterschaft nicht ausgetragen).
In den Jahren 1921–1927 wurde die polnische nationale Fußball Meisterschaft ähnlich wie ein Pokal ausgetragen. 1927, unter Vereinsvorsitzenden Stanisław Broniarz, gehörte Warta zu den Gründungsmitgliedern der Fußball-Liga, der höchsten polnischen Spielklasse.
1929 errang Warta erstmals den polnischen Meistertitel unter dem ungarischen Trainer Béla Fűrst. Dieser Titel war allerdings überaus umstritten, denn die Entscheidung darüber war nicht auf dem Sportplatz gefallen, sondern erst nach dem Ende der Saison am grünen Tisch: Im Nachhinein wurde ein verlorenes Spiel gegen Union Touring Łódź als Sieg für Warta gewertet, da die Łódźer einen Spieler ohne Lizenz eingesetzt hatten. So rückte Warta auf den ersten Platz der Liga vor, der neue Meister hatte lediglich einen Punkt Vorsprung vor Garbarnia Kraków, gegen die er kurz zuvor 1:5 verloren hatte.
Die Zwischenkriegszeit war Wartas Goldenes Zeitalter. Neben der 1929 Meisterschaft, war Warta Vizemeister in 1922, 1925, 1928 und 1938 und errang den dritten Platz in 1921, 1923, 1926, 1927, 1932, 1935 und 1936. Die Fußballmannschaft ging regelmäßig auf ausländische Reisen und Mannschaften aus Deutschland, Ungarn und anderen Ländern kamen nach Posen. In den 1930er Jahren, spielte Warta gegen starke ausländische Clubs wie z. B. F.C. Milano (heutiges AC Mailand, Niederlage 1:3 in 1934 in Posen), Fortuna Düsseldorf (Niederlage 2:5 in 1935 in Düsseldorf) und Holstein Kiel (Sieg 3:2 in 1936 in Posen).
Warta war auch ein Innovationsführer im Fußball. 1929 die Partie gegen den niederländischen Meister Philips Eindhoven (Sieg 5:2 in Posen) war die erste Live-Übertragung eines Fußballspiels im polnischen Radio. 1933 die Partie gegen Legia Poznań war das erste Fußballspiel in Polen, das beim künstlichen Licht gespielt wurde.
Es wurden neue Sportsektionen gegründet, darunter Hockey (1923), Boxen (1924) und Schwimmsport (1928). Warta feierte viele Erfolge in Boxen (Warta Mannschaft war elfmal polnischer Meister in den Jahren 1927-1939) sowie Leichtathletik (Warta Mannschaft war fünfmal polnischer Meister in den Jahren 1931-1935).
Hinter dem Verein standen nationalpatriotisch ausgerichtete Gruppierungen, allerdings spielten in ihm auch Angehörige der deutschen Minderheit, darunter der Torjäger Friedrich Scherfke und der Mittelfeldspieler Alexander Schreier, der wiederholt zu Lehrgängen der Nationalelf eingeladen wurde, aber letztlich nicht zum Einsatz kam. 1937 forderte der Warta-Vorstand den Ausschluss jüdischer Vereine von der Meisterschaft, allerdings hatten sich einige Gründungsmitglieder und frühere Vorstandsmitglieder wie Edmund Szyc und Stanisław Broniarz von dieser Entscheidung distanziert.

### Zweiter Weltkrieg (1939–1945)
Nach dem deutschen Überfall auf Polen im Oktober 1939 wurde der Verein aufgelöst. Scherfke und Schreier traten nun für den neu gegründeten 1. FC Posen an, dem nur Deutsche angehören durften. Den Polen war dagegen jeder organisierte Sport verboten. Mehrere Warta-Spieler sollten zur Zwangsarbeit in das „Altreich“ deportiert werden, doch gelang es Scherfke, der 1940 vorübergehend das „Fachamt für Fußball“ in der neuen deutschen Sportverwaltung leitete, sie von den Deportationslisten streichen zu lassen, darunter die früheren Nationalspieler Marian Fontowicz und Bolesław Gendera. Auch warnte er ehemalige Clubkameraden, die dem polnischen Widerstand angehörten, vor Aktionen der SS.
Einige der Spitzenspieler von Warta nahmen während der deutschen Besatzung an der inoffiziellen Stadtmeisterschaft teil, die konspirativ auf Sportplätzen am Stadtrand und im Umland ausgetragen wurde. Mehrere Warta Spieler und Vorstandsmitglieder kamen in deutsche Konzentrationslager. Im KZ Auschwitz I fanden die früheren Nationalspieler Marian Einbacher und Adam Knioła den Tod. Der frühere Vorstandsvorsitzender Stanisław Broniarz wurde im KZ Groß-Rosen ermordet.

### Nachkriegszeit (1945–1990)
Nach dem Abzug der Wehrmacht wurde der Club im Februar 1945 neu gegründet. 1946 wurde Warta polnischer Vizemeister im Fußball. 1947 gewann Warta zum zweiten und vorerst letzten Mal den Meistertitel, unter dem ungarischen Trainer Károly Fogl.
1950 stieg sie aus der höchsten polnischen Spielklasse ab. Im selben Jahr wurde Warta, die in den Augen der neuen kommunistische Führung der Club des politischen Gegners der Vorkriegszeit war, mit dem Betriebsclub des Maschinenbaukombinats HCP zwangsvereinigt, der neue Club hieß Stal Poznań. Nach dem kurzen politischen Tauwetter des Jahres 1956 wurde der alte Name wieder eingeführt, doch war der Club weiter auf die Finanzierung durch HCP angewiesen. Die regionale politische Führung favorisierte allerdings den Lokalrivalen Lech.
Während der kommunistischen Volksrepublik, kehrte Warta nicht wieder in die höchste polnische Fußballliga. Aber der Verein feierte Erfolge in anderen Sportarten. In Feldhockey war Warta zwölfmal polnischer Meister zwischen 1963 und 1980. In der Tennis-Liga, war Warta Mannschaft zweimal Meister (1965 und 1970) und viermal Vizemeister (1961, 1964, 1966 und 1969). Wiesław Gąsiorek von Warta war polnischer Herren-Einzel Meister im Tennis zwölfmal zwischen 1959 und 1970.

### Postkommunistische Zeit (1990–2018)

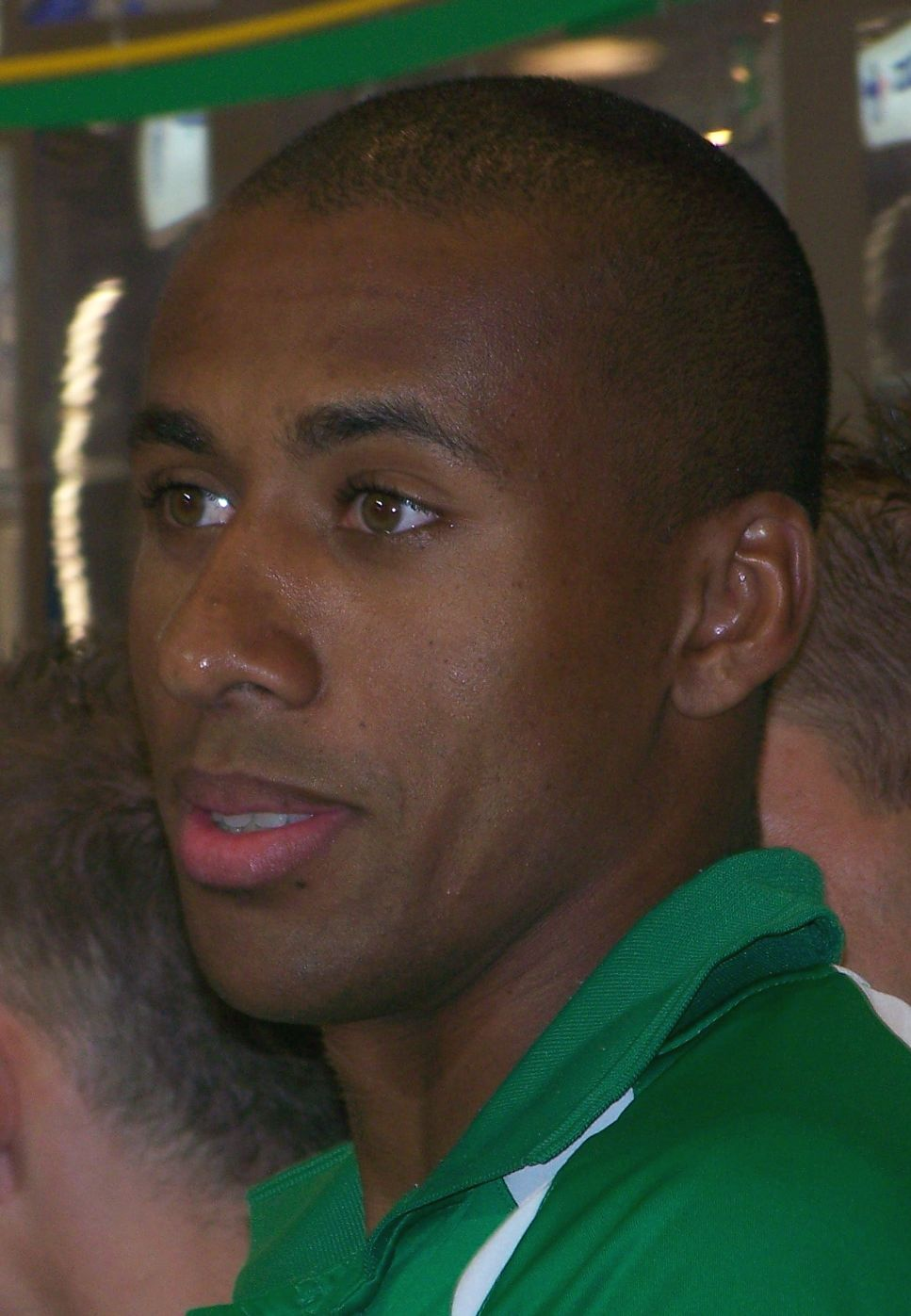
Alain Ngamayama – ehemaliger Warta Held und Mannschaftskapitän, der seit Jugendmannschaft bei Warta war

Einen vorübergehenden Aufschwung nahm Warta erst Anfang der 1990er Jahre. 1993 gelang der Aufstieg in die Ekstraklasa (damals noch 1. Liga genannt), allerdings 1995 stieg man wieder ab. In den 1990er Jahren hatte Warta ernste finanzielle Probleme und die Fußballmannschaft spielte danach nur noch in der zweiten und dritten Liga.
2007 gelang der Aufstieg in die 2. Fußball-Liga (ein Jahr später umbenannt als 1. Liga, zweithöchste Spielklasse im polnischen Fußball).
Im Januar 2011 geriet der Verein in die Schlagzeilen der Presse, als das Fotomodell und frühere polnische „Playmate des Jahres“ Izabella Łukomska-Pyżalska zur Clubpräsidentin gewählt wurden. Sie und ihr Ehemann investierten in den Club.
In der Saison 2012/13 stieg Warta wieder in die 2. Liga ab (dritthöchste Spielklasse) und erhielt dort in der folgenden Saison keine Lizenz, worauf der Zwangsabstieg in die 3. Liga folgte (vierthöchste Spielklasse).
In der Saison 2014/15 wurde der Verein zwar Erster der 3. Liga, scheiterte jedoch in den Aufstiegsspielen an Polonia Bytom. In der Saison 2015/16 schaffte man dann den Aufstieg in die 2. Liga gegen Garbarnia Kraków und bereits in der folgenden Spielzeit den Aufstieg in die zweitklassige 1. Liga.
2018 geriet Warta wieder in finanzielle Not und laut Mannschaftskapitän Bartosz Kieliba wurden Spielergehälter mehrere Monate lang nicht bezahlt.

### Vereinserneuerung (seit 2018)

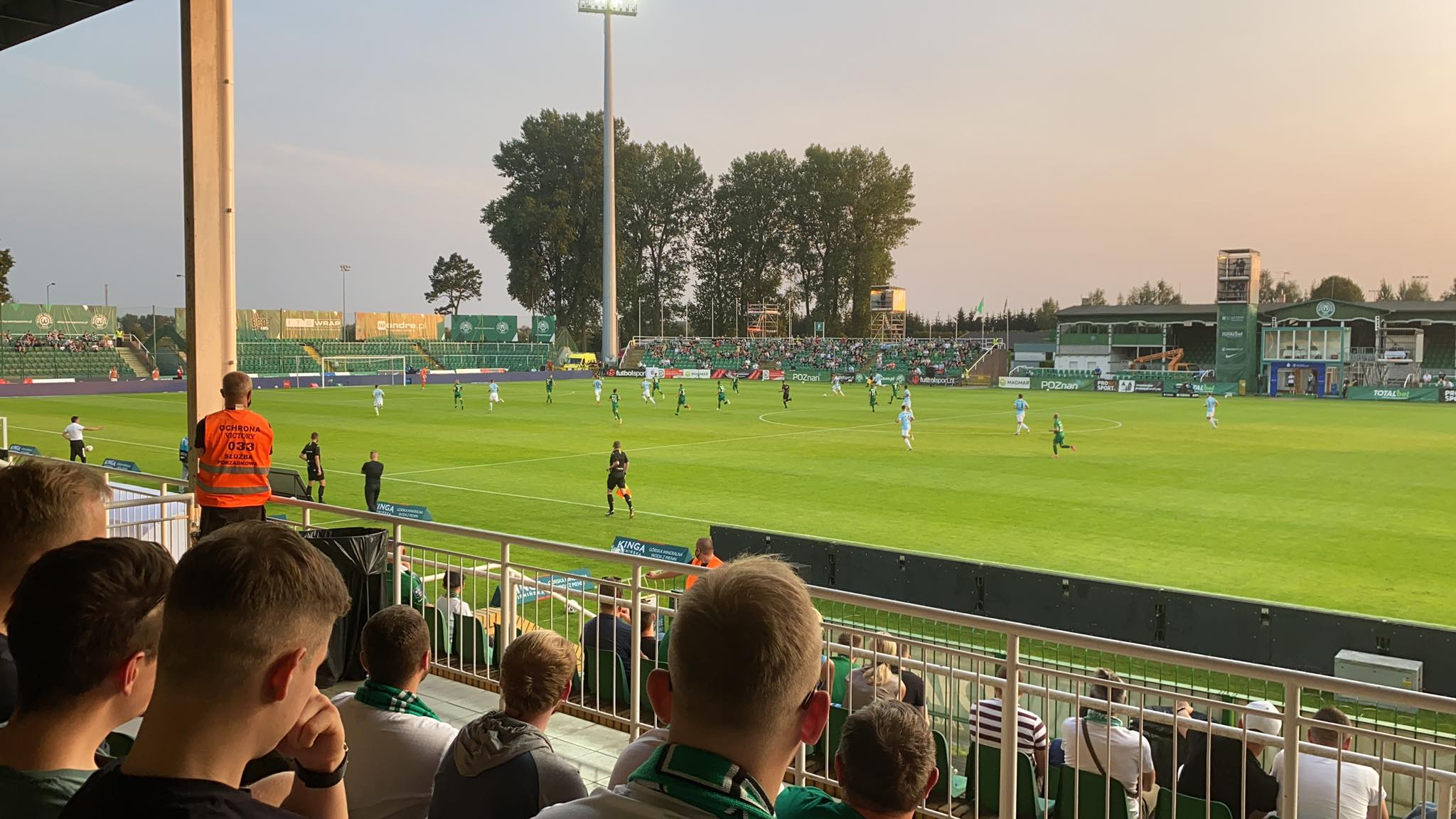
Ekstraklasa Partie gegen Piast Gliwice im September 2020, im Dyskobolia-Stadion in Grodzisk Wielkopolski.

Im August 2018, wurde die Fußball-Abteilung (jetzt als Warta Poznań SA) vom Geschäftsmann Bartłomiej Farjaszewski übernommen und Schulden wurden abbezahlt. Nach der rechtlichen Trennung gibt es jetzt zwei Vereine: Warta Poznań SA konzentriert sich auf Fußball, und KS Warta Poznań konzentriert sich auf andere Sportarten wie Hockey und Schwimmsport.
Unter dem neuen Besitzer, wurde die Fußball-Abteilung neu organisiert und vergrößert. Der neue Sportdirektor Robert Graf baute ein professionelles Talentscouting-Netzwerk auf. Im Juni 2019 wurde Piotr Tworek zum Trainer, mit einer klaren Aufgabe für die Saison 2019/20: Abstieg vermeiden. Stattdessen schaffte Warta 2020 den Aufstieg in die Ekstraklasa.
Am Anfang der Saison 2020/21 erwarteten viele Experten, dass Warta am Ende der Saison absteigen würde. Entgegen aller Erwartungen, mit erfahrenen Spielern wie Łukasz Trałka und Neuzugängen wie Makana Baku im Kader, beendete Warta die Saison auf dem fünften Platz. Das war auch Wartas beste Platzierung seit dem Gewinn der Meisterschaft 1947.
Nach einem schwachen Start in die Saison 2021/22 (nur 8 Punkte in 13 Liga-Spielen) wurde Piotr Tworek entlassen und von Dawid Szulczek als Trainer ersetzt.
In der Saison 2023/24 kämpfte Warta gegen den Abstieg bis zum letzten Spieltag, allerdings fand sich am Ende auf einem Abstiegsplatz und spielt jetzt in der 1. Liga (die zweithöchste Spielklasse in Polen). Dawid Szulczek verlängerte seinen Vertrag nicht.
Da das heimische Stadion przy Drodze Dębińskiej nicht den Anforderungen für die Ekstraklasa genügt, trägt Warta seine Heimspiele im Dyskobolia-Stadion in Grodzisk Wielkopolski aus.
Warta Poznań ist für Initiativen zur Förderung der sozialen Inklusion und zum Umweltschutz bekannt. Der Club hat u. a. eine Amputiertenfußball Mannschaft, deren Fußballspieler Marcin Oleksy den FIFA-Puskás-Preis 2022 gewonnen hat. Warta ist in der Planungsphase für ein zukünftiges umweltfreundliches Stadion.

## Erfolge

### Fußball
- Polnischer Meister: 1929, 1947
- Polnischer Vizemeister: 1922, 1925, 1928, 1938, 1946
- Polnischer Fußballpokal – Halbfinalist: 1926

### Hockey
Das Herrenteam spielt in der höchsten polnischen Liga und erreichte in der Saison 2018/19 den dritten Platz.
- Polnischer Feldhockeymeister der Herren: 1963, 1965, 1967, 1968, 1969, 1970, 1971, 1972, 1973, 1975, 1976, 1980
- Polnischer Hallenhockeymeister der Herren: 1964, 1969, 1970, 1971, 1973, 1975, 1976, 1979, 1982

| Europapokalbilanz Herren Feld |                       |        |       |                   |
| Jahr                          | Wettbewerb            | Niveau | Platz | Ort               |
| 1969                          | Club Champions Cup    | 1      | 5     | Brüssel           |
| 1971                          | Club Champions Cup    | 1      | 12    | Rom               |
| 1973                          | Club Champions Cup    | 1      | 6     | Frankfurt am Main |
| 1974                          | Club Champions Cup    | 1      | 7     | Utrecht           |
| 1976                          | Club Champions Cup    | 1      | 11    | Amsterdam         |
| 1977                          | Club Champions Cup    | 1      | 8     | London            |
| 1981                          | Club Champions Trophy | 2      | 4     | Rom               |

## Kader 2024/25
Stand: 12. September 2024
| Nr. |         | Position | Name               |
| --- | ------- | -------- | ------------------ |
| 1   | Polen   | TW       | Jędrzej Grobelny   |
| 2   | Polen   | AB       | Jakub Bartkowski   |
| 3   | Polen   | AB       | Jakub Kiełb        |
| 4   | Polen   | AB       | Tomasz Wojcinowicz |
| 5   | Ukraine | MF       | Yuriy Tkachuk      |
| 7   | Polen   | MF       | Damian Gąska       |
| 8   | Polen   | MF       | Łukasz Norkowski   |
| 9   | Polen   | ST       | Maciej Firlej      |
| 10  | Polen   | MF       | Maciej Żurawski    |
| 12  | Polen   | TW       | Borys Ołeniak      |
| 15  | Polen   | MF       | Michał Kopczyński  |
| 17  | Polen   | MF       | Szymon Sarbinowski |
| 18  | Polen   | AB       | Mateusz Lechowicz  |
| 19  | Polen   | MF       | Kacper Jóźwicki    |

| Nr. |           | Position | Name                                        |
| --- | --------- | -------- | ------------------------------------------- |
| 20  | Polen     | AB       | Bartosz Szeliga                             |
| 21  | Polen     | ST       | Rafał Adamski (geliehen von Zagłębie Lubin) |
| 23  | Polen     | MF       | Szymon Pawłowski                            |
| 26  | Polen     | AB       | Kacper Michalski                            |
| 27  | Polen     | AB       | Kacper Przybyłko                            |
| 29  | Polen     | AB       | Mateusz Maćkowiak                           |
| 34  | Polen     | AB       | Wiktor Pleśnierowicz                        |
| 35  | Polen     | AB       | Filip Jakubowski                            |
| 42  | Polen     | TW       | Leo Przybylak                               |
| 65  | Japan     | MF       | Shun Shibata                                |
| 77  | Polen     | MF       | Filip Waluś                                 |
| 97  | Polen     | MF       | Mateusz Cichocki                            |
|     | Bulgarien | AB       | Ivaylo Markov                               |

## Ehemalige Trainer
- Béla Fűrst (1921–1922, 1929–1930)
- Adolf Riebe (1935–1937)
- Károly Fogl (1938–1939, 1947–1948, 1950–1951)
- Petr Němec (2016–2019)

## Ehemalige Fußballspieler

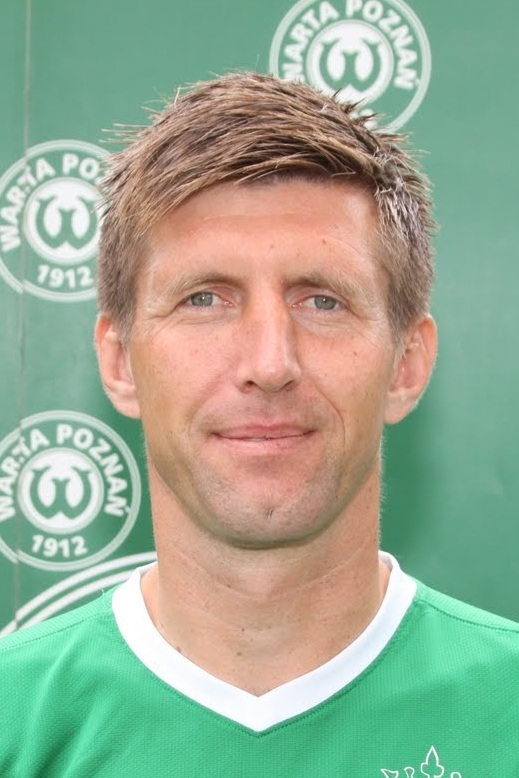
Grzegorz Rasiak

- Marian Einbacher
- Tomasz Iwan
- Adam Knioła
- Arkadiusz Onyszko
- Krzysztof Pawlak
- Grzegorz Rasiak
- Krzysztof Ratajczyk
- Piotr Reiss
- Friedrich Scherfke
- Marian Spoida
- Zbigniew Zakrzewski
- Maciej Żurawski